# Arte dei Farsettai
L'Arte dei Farsettai est une corporation des arts et métiers de la ville de Florence, l'un des arts mineurs des Arti di Firenze qui y œuvraient avant et pendant la Renaissance italienne.

## Membres de la corporation
Les fabricants de manteau (issu du Moyen Âge) sans manches la plupart du temps et souvent  avec une capuche (pèlerine, capote ou cape) à porter par-dessus les vêtements.